# Zurvanismo
El Zurvanismo es una rama extinta del zoroastrismo en la que la divinidad Zurvan es un Primer Principio (deidad creadora primordial), la realidad última que engendró gemelos iguales pero opuestos, Ahura Mazda y Angra Mainyu. El zurvanismo también se conoce como "zoroastrismo zurvanista", y puede contrastarse con el mazdeísmo o zoroastrismo mazdeano. 
En el zurvanismo, Zurvan era percibido como el dios del tiempo y el espacio infinitos y era aka ("uno", "solo"). Zurvan era descrito como un dios trascendental y neutral, sin pasión, y un dios para el que no había distinción entre el bien y el mal. El nombre de Zurvan es una versión normalizada de la palabra, que en persa medio aparece como Zurvān, Zruvān o Zarvān. El nombre persa medio deriva del avéstico zruvan-, "tiempo", que gramaticalmente no tiene género.
El zurvanismo es una doctrina religiosa iránica basada en el concepto del tiempo. En los textos del zoroastrismo se hace referencia a la dualidad entre un Zurvan limitado y otro ilimitado según el concepto del tiempo.

## Orígenes y antecedentes
Aunque los detalles del origen y desarrollo del zoroastrismo siguen siendo oscuros , se acepta generalmente que el zurvanismo fue una rama del zoroastrismo más grande (Boyce 1957: 157-304), que la doctrina de Zurvan fue una respuesta sacerdotal con la intención de resolver una inconsistencia percibida en los textos sagrados (Zaehner, 1955) y que esta doctrina probablemente se introdujo durante la segunda mitad de la era aqueménida (Henning, 1951; loc. Cit. Boyce 1957: 157-304). El zurvanismo disfrutó de la sanción real durante la era sasánida (226–651 d. C.) pero no sobreviven rastros de él posteriores al siglo X. Aunque el zurvanismo del período sasánida ciertamente fue influenciado por la filosofía helénica, la relación entre este y su culto al dios del tiempo Zurvan y el dios griego del Tiempo (Cronos o Crono) no se ha establecido de manera concluyente. Descripciones no zoroastrianas de creencias típicamente zurvanitas fueron los primeros rastros del zoroastrismo en llegar a Occidente, lo que llevó a que los académicos europeos concluyeran que el zoroastrismo era una religión monista, un tema de controversia entre los académicos y los practicantes actuales de la fe. La palabra aparece en sánscrito como sarva y la etimología de la secta budista Sarvastivada sugiere, no sin controversia, una posible conexión tanto con Zurvan como con Zoroastro.

## Evidencia del culto
La evidencia más temprana del culto a Zurvan se encuentra en la Historia de la Teología, atribuida a Eudemo de Rodas (c. 370-300 a. C.). Como se cita en el Dificultades y soluciones de los principios primeros de Damascio (siglo VI d. C.), Eudemo describe una secta de los medos en la que se consideraba al Espacio/Tiempo como el "padre" primordial de los rivales Oromasdes (esto es, Ahura Mazda) "de la luz" y Arimanius (Arimán o Angra Manyu) "de las tinieblas" ( Dhalla, 1932: 331–332). 
La principal evidencia de la doctrina zurvanita se encuentra en los polémicos tratados cristianos de escritores armenios y siríacos del período sasánida (224–651 d. C.). Las fuentes indígenas de información del mismo período son una inscripción de Kartir del siglo III en Ka'ba-i Zartosht y el edicto de Mihr-Narse de principios del siglo IV (sacerdote principal bajo Yezdegard I), siendo este último la única evidencia nativa del período sasánida que es francamente zurvanita. Los comentarios post-sasánidas del persa medio zoroastriano son principalmente mazdeanos y con una sola excepción (Denkard 9.30 del siglo X) no mencionan a Zurvan en absoluto. De los restantes textos de los llamados pahlavíes, solo dos, el Mēnōg-i Khrad y las Selecciones de Zatspram (ambos del siglo IX) revelan una tendencia zurvanita. Este último, en el que el sacerdote Zatspram reprende las ideas no mazdeanas de su hermano, es el último texto en persa medio que proporciona alguna evidencia del culto a Zurvan. El Ulema-i Islam ([Respuesta] a los Doctores del Islam) zoroastriano del siglo XIII, un texto apologético en persa nuevo, es inequívocamente zurvanita y es también la última evidencia directa de Zurvan como Primer Principio. 
No hay indicio de ningún culto a Zurvan en ninguno de los textos del Avesta, a pesar de que los textos (tal como existen hoy) son el resultado de una redacción de la era sasánida. Zaehner propone que esto se debe a que los monarcas sasánidas individuales no siempre fueron zurvanitas y que el zoroastrismo mazdeano tuvo la ventaja durante el período crucial en que finalmente se escribió el canon (Zaehner, 1955: 48; Duchesne-Guillemin, 1956: 108). En los textos compuestos antes del período sasánida, Zurvan aparece dos veces, como un concepto abstracto y como una divinidad menor, pero no hay evidencia de un culto. En el Yasna 72.10 se invoca a Zurvan en compañía del Espacio y Aire (Vata-Vayu) y en el Yasht 13.56, las plantas crecen de la manera que el Tiempo ha ordenado de acuerdo con la voluntad de Ahura Mazda y los Amesha Spentas. Otras dos referencias a Zurvan también están presentes en el Vendidad, pero aunque estas son adiciones tardías al canon, nuevamente no establecen ninguna evidencia de un culto. Zurvan no aparece en ninguna lista de los Yazatas (Dhalla, 1932).

## Hipótesis
Hay tres hipótesis sobre la figura de Zurvan: una afirma que es un dios de una religión anterior al mazdeísmo mientras que la segunda apunta a que fue un concepto importado de otra religión heterodoxa. La tercera hipótesis establece que es sólo una corriente dentro del zoroastrismo. 
En un texto [cita requerida] aparece el sacrificio de Zurvan por traer al mundo a su descendencia. De él nacen dos gemelos, Arimán (o Angra Mainyu), el primogénito, a quien entrega las reglas que han de regir el mundo, y que dominará sobre la tierra hasta el triunfo de su gemelo, Hormudz (o Ahura Mazda), el bueno, el principio luminoso que combate la oscuridad.

## Doctrina
La doctrina zurvánica es compleja. Establece que el tiempo limitado es el instrumento que traerá la victoria de la luz sobre las tinieblas, mientras que el tiempo ilimitado es la condición inicial, la quietud y la perfección. La combinación de ambos da un mundo material en movimiento y en constante evolución.

## Herejía
Zurvan se refiere literalmente a Zurvan Akarana, el tiempo de la larga duración. En otras palabras para la eternidad o el tiempo eterno. Debido a que había confusión y oposición dentro del campo dualista sobre la frase de Zaratustra que dice literalmente  "Y estos mainyus ( formas de pensar o ser , que son espíritus mentales , es decir  espíritus como en la frase el espíritu humano  o el espíritu de unión, como la moral el espíritu de un ejército, equipo, etc.) son para ser vistos como gemelos"
Los dualistas, interpretaron estas dos formas de ser mentalmente , como espíritus Spenta Mainyu (mentalidad progresiva) y Angra Mainyu (mentalidad represiva) en el sentido de seres espirituales. El único ser espiritual en los gathas es Ahura Mazda y quizás si  manifestaran independientemente, sus esencias, los dualistas a su vez se encontraron entonces con el dilema de dos gemelos; uno bueno y otro malo. Pero el hecho  de ser gemelos llevó algunos a formular un 'padre' de estos y el resultado fue otra herejía ( el dualismo cósmico es una herejía ya) para 'explicar' los gemelos
Claro que si tomamos  este concepto en su contexto y en el contexto total de los gaathas veremos que  Ahura no tiene adversario, y que los mainyus que filológicamente no están asociados a espíritu sino a mente, no son espíritus en el sentidos de seres  AHURAS, sin embargo viene de la misma raíz que asura en sánscrito, quiere decir espíritu.
Zurvan quiere decir tiempo y el zurvanismo, una herejía zoroastriana